# Monti Werner
I monti Werner sono un gruppo montuoso situato nella Terra di Palmer, in Antartide. Esteso davanti alla costa di Lassiter per poco meno di 40 km in direzione est-ovest e per circa altrettanti in direzione nord-sud, questo gruppo montuoso è delimitato a nord dal ghiacciaio Meinardus, che lo divide dai monti Dana, a sud dal ghiacciaio Swann, che lo separa dai monti Playfair, a est dal ghiacciaio Bryan, e a ovest da un altopiano ghiacciato che lo divide dai nunatak Ferguson, mentre la sua vetta più alta è quella del monte High, che raggiunge i 1560 m s.l.m..

## Storia
I monti Werner sono stati scoperti e fotografati per la prima volta durante una ricognizione svolta nel corso della spedizione del Programma Antartico degli Stati Uniti d'America condotta nel 1939-41 al comando di Richard Evelyn Byrd . Fotografata e mappata più dettagliatamente dai membri dello United States Geological Survey grazie a fotografie aeree scattate dalla marina militare statunitense durante ricognizioni effettuate tra il 1965 e il 1967, la formazione è stata poi così battezzata dal comitato consultivo dei nomi antartici in onore del geologo e mineralogista tedesco Abraham Gottlob Werner.